# Szvámí Mahésvaránanda
Paramahansz Szvámi Mahésvaránanda (angol: Paramhans Swami Maheshwarananda; szül.: Mangilál Garg, Rádzsaszthán, 1945. augusztus 15.) jógi, guru, a Jóga a Mindennapi Életben rendszer alapítója.
Guruja vallomása szerint tizenhét éves korában érte el az önmegvalósítást. A Világvallások parlamentje 1994-ben az India Büszkesége tiszteletbeli kitüntetéssel, 1996-ban a Dharma Csakravati spirituális címmel, és 1999-ben a Szarvabhaum Dzsagadguru címmel tüntette ki. 1998-ban a Pancsajáti Mahánirváni Ákhara mahamandalesvárjává szentelték a Mahá Kumbha Melán Haridvárban, Indiában. 2001-ben a legmagasabb spirituális címet, a visvagurut adományozta neki a Vidvát Szamádzs (a Benáreszi Szanszkrit Egyetem professzorainak és tudósainak gyűlése), Dzsagadguru Srí Sankarácsarja Srí Szvámi Narendranándadzsi Szaraszvati jelenlétében, a prjágrádzsi (alláhábádi) Kumbh mela alkalmával.

## Fiatalkor
Szülei Pandit Krisna Rámdzsí Garg és Phul Dévi Garg voltak. Édesapja elismert asztrológus volt. A szülőktől ihletve, 3 éves korában kezdett meditációt tanulni. Két fivérével és három nővérével cseperedett, nemsokára szinte minden idejét imádsággal és meditációval töltve. Édesapja meghalt, amikor ő 12 éves volt, és édesanyja elküldte őt nagybátyjához, Szvámi Madhavánandadzsíhoz Nipálba, hogy tőle tanuljon tovább. 13 éves korában ismerte meg mesterét, Szvámí Madhavánandadzsít (Holy Gurudzsít).
Mangilal kevés érdeklődést mutatott az iskola iránt, ehelyett folyamatosan kérlelte nagybátyját, hogy szannjászivá avassa.
Néhány éven belül Szvámí Madhavánandadzsí beteljesítette Mangilál kívánságát. Szigorú jógagyakorlatokat, valamint hat hónapnyi böjtölést és meditációt írt elő neki, melyek után, állítása szerint, elérte az önmegvalósítás állapotát. 1967-ben avatták be a Szvámí rendbe. 1972-ben Európába ment és megalapította az Osztrák-Indiai Jóga-Védánta Egyesületet Bécsben és az első Srí Díp Madhavánanda Ásramot.

## Guru láncolat
A guru láncolat Srí Alakh Purídzsível kezdődik. Ő volt Srí Dévpurídzsí guruja. Srí Dévpurídzsít a hívei Siva inkarnációjának tartották. Valamikor a 19. században élt egy ásramban Kélás falujában, India Rádzsasztán államában.
Spirituális örökösét Srí Maháprabhudzsínak hívták. Srí Maháprabhudzsí 1828-ban született és 1963-ban, 135 éves korában hunyt el. Ahogyan Srí Dévpurídzsí, úgy ő is bejelentette elmenetelét és meditációs pózban halt meg, miután tanítványai jelenlétében háromszor elzengette az ÓM-ot. Visnu inkarnációjának tartották tanítványai, és úgy hitték, hogy birtokában volt mind a 24 sziddhinek. Élete nagy részét egy ásramban töltötte, mely a rádzsasztáni Bari Khátúhoz közel épült.
Srí Maháprabhudzsí a paramahansza címben részesült a Sringeri Máthá Srí Sankarácsarjától Puskárban a Puri Srí Sankarácsárja jelenlétében.
Paramahansza Szvámi Madhavánanda több, mint 20 évet élt Maháprabhudzsí mellett, és az ő engedélyével megírta a Lílá Amrit című könyvet Srí Maháprabhudzsí és Srí Dévpurídzsí életéről, mely bemutatja azt a sok csodát, amelyet ők véghezvittek. Szvámi Madhavánanda a Paramahansz Szvámi Mahésvaránanda nevet adta neki, és spirituális örököseként ő viszi tovább a tanítását. Szvámi Madhavánanda 80 évesen távozott az élők sorából 2003-ban.

## Tanítások
Mahésvaránanda tanításainak legfőbb pontjai a fizikai, mentális, társadalmi és spirituális egészség; az élet tisztelete; tolerancia minden vallás, kultúra és nemzetiség iránt; világbéke; az emberi jogok és értékek védelme; a környezetvédelem és a természet megőrzése; önzetlen szolgálat, valamint gondoskodás és szeretet minden élőlény iránt. Tanításai szerint az élet ezen alapvető elveinek megvalósítása az emberiséget a spirituális fejlődés, az önmegvalósítás és az Istenmegvalósítás irányába viszik. A jóga szó maga azt jelenti, “egység, egyesülés”. Arra tanít, hogy egységben éljünk, hogy elfogadással és tisztelettel forduljunk minden élőlény felé a természet világában. A jógamesterek az egész világon azon fáradoznak, hogy megteremtsék az emberek között ezt az egységet, mely a világbéke egyik feltétele.
A jóga több, mint pusztán testgyakorlatok rendszere – a test, az elme, a tudat és a lélek tudománya. Minden bölcsesség és vallás eredete. A jóga nem része egyik vallásnak sem, de minden vallás része a jógának, mert a jóga egyetemes. Az egyéni és Kozmikus Önvaló, Isten között lévő kapcsolatot tekintve a jóga vallásnak nevezhető. Viszont a mai világvallások értelmezése alapján nem tekinthető vallásnak. A jóga egy egyetemes elv, mely egyensúlyban tartja az egész Világegyetemet, a világűrt és a tudatosságot.
Az emberiség fő feladata a földön az, hogy védelmezze az életet minden megnyilvánulási formájában. Ahhoz, hogy ezt megvalósítsa, egy másfajta gondolkodás- és viselkedésmód kialakítása szükséges a mindennapi életben. Fontos a szeretet, a tolerancia és a megértés gyakorlása nem csak az egyének, hanem minden nemzet, kultúra, rassz és vallás között. Csak egy vallás van, az emberség; egyetlen nemzet: az emberiség; egyetlen Isten: az Egyetemes Isten. A hagyományos jóga-örökség hitelességével átitatva, gyakorlatai mindenki számára jótékony hatásúak, korra, társadalmi státuszra, nemzetiségre vagy spirituális hitre való tekintet nélkül. A rendszer orvosokkal, terapeutákkal és pszichológusokkal együtt lett kifejlesztve és a jóga hagyományain belül teljes rendszerré szerkesztve, mely az összes jógautat magába foglalja.
A rendszer célja, hogy egy olyan programot hozzon létre, melyben a minket körülvevő világ és környezet iránti emberi felelősségről tanulhatunk; együttérzésünket táplálhatjuk minden élőlény iránt; fejleszthetjük a szunnyadó belső erőket, és megtanulhatjuk hogyan használjuk őket a világ javára. A rendszer elismert diploma kurzus külföldi (európai) egyetemeken, és oktatják iskolákban és kórházakban a fizikai rehabilitációért.
Szvámidzsí könyveit 11 nyelven adták ki és több ezer nonprofit Jóga a mindennapi életben központ van jelen az öt kontinensen.

## Szervezeti munka
A Nemzetközi Srí Díp Madhavánanda Ásram Egyesület egy nonprofit és felekezetektől független szervezet, melynek székhelye Bécsben, Ausztriában van a Schikanedergasse 12/13. alatt (A-1040 Bécs). 1990-ben alapította Paramahansz Szvámi Mahésvaránanda azzal a céllal, hogy egyesítse a különböző, a világban sokfelé található “Jóga a mindennapi életben” társaságokat. Az egyesületnek társtagsága van a Roster Tanácsadói Státusszal az Egyesült Nemzetek Gazdasági és Szociális Tanácsánál (ECOSOC).´
Szintén 1990-ben Paramahansz Szvámi Mahésvaránanda letette az alapkövét az Óm Ásram névvel fémjelzett tervnek, amely teljes nevén Óm Visva Díp Gurukul, Szvámi Mahésvaránanda Oktatási és Kutatási Központ. A központ egy 250 hektáros területen található Rádzsaszthán Dzsadan kerületében, amely az ősi ÓM szimbólumot formázza. Elkészültekor ez lesz a legnagyobb, ember által készített ÓM jel a világon. 2003 óta az Óm Ásram egyben guruja, Dharmaszamrát Paramahansza Szvámi Madhavananda Mahaszamádhí Szentélye (síremlék). Az Óm Ásram ünnepélyes átadója 2024. február 19-én történt egyhetes ünnepségsorozat részeként, melyen indiai és nemzetközi vendégek ezrei vettek részt.
Egy másik kezdeményezés a Srí Szvámi Madhavánanda Világbéke Tanács, amely egy kormányfüggetlen, humanitárius és jótékonysági társaság. A Srí Szvámí Madhavánanda Világbéke Tanács fő eseménye a Világbéke Csúcstalálkozó (WPS), amelyet évente szerveznek, minden alkalommal más országban. Célja egy egyedi téma (vallási párbeszéd, humanitárius tevékenység stb.) megvitatása a világbéke támogatása érdekében.
Az eseményeket 2002 óta szervezik, melyek nagyszámú közönséget vonzanak politikusokból, tudósokból és közemberekből egyaránt.

## Humanitárius projektek
- 2002-ben alapult a Srí Visva Díp Gurukul Prathmik Vidjalája, Jóga a Mindennapi Életben általános iskola[25] Rádzsaszthánban, Indiában.
- Az indiai Rádzsaszthán állam sivatagában lévő ivóvíz hiány okozta krízis megoldását kitűzve feladatul a Nemzetközi Srí Díp Madhavánanda Ásram Egyesület elindította a Sivatagi Esővíz Hasznosítás kezdeményezést. Az ENSZ partneri támogatásban részesítette a projektet.[26] Az Esővízgyűjtő Kezdeményezés olyan alapvető ENSZ-elveket valósít meg, mint nemzetközi kooperáció a fenntartható fejlődésre a fejlődő országokban (Millenniumi Fejlesztési Célok (MDG) 2. szekció), a szegénységgel való harc felvétele (MDG 3. szekció), az emberi egészség védelme és terjesztése (MDG 6. szekció), édesvízforrások védelme és kiterjesztése (MDG 18. szekció). Mindezen elvek szem előtt tartják a Földkarta akció alapelveit is, melyben a személyes példamutatás, mások segítése, megerősítése, kooperáció (lehetőleg lokálisan és nemzetközileg is), az alapproblémákra koncentrált figyelem segítségével a Földkarta eszményeit terjesztik decentralizált módszerekkel.[27]
- Egészségellátás. A „Srí Szvámí Madhavánanda Kórház”, mely építése nemrég fejeződött be a Dzsadan Ásramban, Rádzsaszthán Páli kerületben, Indiában található. Allopatikus és természetes gyógyászati kórházként fog működni. A szomszédos területek lakossági egészségellátását fogja biztosítani, amire égető szükség van, hiszen ilyen felszereltségű kórház 30 km-es körzetben nem létezik.
- Véradás projekt kezdeményezés[28] együttműködésben a szlovén Vörös Kereszttel 2008-ban és 2009-ben.
- Szvámí Madhavánanda kezdeményezése, a „Save the Birds” (Mentsük meg a madarakat) célja, hogy szélesebb körű figyelmet irányítson a madarak veszélyeztetettségének problémájára.[29]

## Elismerések és díjak
- A Jóga Doktora és a Jóga Spirituális Tudományának Professzora címet adományozta a Világ Fejlődése Parlament Újdelhiben 1987/1989-ben.
- A Világ Vallási Parlamentje 1994-ben az “India Büszkesége” méltósággal, 1996-ban a Dharma Csakravati spirituális címmel, és 1999-ben a Szarvabhaum Dzsagadguru címmel tüntette ki.
- A Vallási és Spirituális Vezetők képviselője a Millennium Világbéke Konferencián[30] az ENSZ New York-i központjában, 2000-ben.
- A Mahá Kumbha Mélán Haridwarban, Indiában (1998 áprilisában) a Mahá Nirváni Ákhara Mahamandelasvárjává szentelték.
- A legmagasabb spirituális címet, Visvagurut adományozta neki a Vidvát Szamádzs (a Benáreszi Szanszkrit Egyetem professzorainak és tudósainak gyűlése), Őszentsége Dzsagadguru Srí Sankarácsárja Srí Szvámi Narendranandadzsí Szaraszvati jelenlétében, a prajágrádzsi (allahabadi) Mahá Kumbha Méla alkalmával, 2001-ben.
- Vallásközi Találkozó Ausztrália Keresztény Egyházainak Vezetőivel, az Adelaidei Érsekkel, Leonard Faulknerrel, Adeleide-ben, 2001 áprilisában.
- Részvétel a vallásközi és nemzetközi “Forum 2000” Konferencián, melyet Václav Havel[31] elnök szervezett az “Emberi jogok” nevében, 2001-ben.
- Világszerte Nemzetközi & Vallásközi Világbéke Imádságok kezdeményezése a New York-i World Trade Center megtámadása után (Ausztriában, Spanyolországban, Németországban, Horvátországban, Szlovéniában, Magyarországon, a Csehországban, Szlovákiában, az Amerikai Egyesült Államokban, Kanadában, Ausztráliában, Új-Zélandon, Indiában).
- Szónokként részt vett a Föld Párbeszédekben Lyonban,[32] Franciaországban 2002-ben, melyet Mikhail Gorbachev (Nemzetközi Zöld Kereszt) és Maurice Strong (Föld Tanács és Volt Külügyminiszterek Világtanácsa) kezdeményezett.
- Részt vett a Fenntartható Fejlődés Világcsúcstalálkozóján Johannesburgban, mely 2002. augusztus 26-tól szeptember 4-ig tartott. Elindította a Sivatagi Esővíz Kezdeményezést.
- Danica ranggal tüntette ki Horvátország elnöke, Stjepan Mesic, mely a legmagasabb kitüntetés humanitárius érdemekért, 2002 októberében.[33]
- Felszólaló a Szakértők Eszmecseréjén az Interkulturális és Vallásközi Kommunikációért és Konfliktus Megelőzésért az Európa Tanácsban,[34] Strasbourgban, 2002. október 7-9.
- Tagja a Montserrati Gyűlésnek, melyet a CPWR (Világvallások Parlamentjének Tanácsa) hozott létre, 2004. július 4-7, és részt vett a Világvallások Parlamentjén Barcelónában, 2004. július 7-13-án.
- A Nemzetközi Jóga a Mindennapi Életben képviselője az 59-ik Éves ENSZ NGO/DPI-Konferencián, 2006. szeptember 4-6-ig, New Yorkban, Amerikai Egyesült Államokban.
- “Spirituális Ébredés a Világbékéért”, előadás és meditáció az Egyesült Nemzetek Központjában, New Yorkban, 2007. április 27-én
- Konferencia a Hindu Spiritualitásról, Srí Szvámi Madhavánanda Világbéke Tanács és a Jóga a Mindennapi Életben Egyesült Királyság szervezésében. Edinburghben, 2007. szeptember 28-29-én
- Vallásközi találkozó és Béke Imádság a Pedralbesi Kolostorban, Barcelonában melynek házigazdája az UNESCOCAT (Unesco Katalánia) volt, 2007. október 11-én.
- Éves Világbéke Körút Európába, az Egyesült Államokba, Kanadába, Új-Zélandra, Ausztráliába és Indiába több, mint 15 éve
- Éves Világbéke Csúcstalálkozó kezdeményezője: Bécs 2002, Sydney 2003, Prága 2003, Brno 2004, Zágráb 2005, Ljubljana 2006, Pozsony 2007, Wellington 2008, Szombathely 2009

## Magyarul
- Jóga; ford. Gálvölgyi Judit; Sport, Budapest, 1984
- Jóga haladóknak; ford. Bucher Katalin, Gintner Zénó; Sport, Budapest, 1988
- Jóga gyerekekkel; rajz Dana Puchnarová, ford. Kopjás György; Józsefvárosi SC Jógaközpont, Budapest, 1993 (Jóga a mindennapi életben könyvek)
- Kundalini és csakrák; ford. Izsák Julianna; Diwali, Budapest, 1995
- Válogatott gyöngyszemek. Jóga a mindennapi életben; ford. Várszeginé Garda Éva; Diwali, Budapest, 1997
- Válogatott gyöngyszemek; 2. jav. kiad.; ford. Várszeginé Garda Éva; Sangam, Budapest, 2005
- Az emberben rejlő erők. Csakrák és kundalini; ford. Hevesiné Bak Judit, Szemere Orsolya; Sangam, Budapest, 2006
- Útmutató a Jóga a mindennapi életben rendszer oktatóinak; Magyar Országos Jóga Unió; Debrecen, 2010
- Légy jógi; ford. Csehi Lejla, Izsák Julianna, Kaderják Gyula; Magyar Országos Jóga Unió, Budapest, 2013